# Skjåk
Skjåk i Gudbrandsdalen er en kommune og fjeldbygd i Innlandet fylke i Norge. Kommunen ligger længst mod vest på i Ottadalen. Den grænser i nord til Norddal, Rauma og Lesja, i øst og sydøst til Lom, syd til Luster og i vest til Stryn og Stranda. Kommunen ligger mellem fjeldpartierne Breheimen og Reinheimen. Højeste punkt er Hestbreapiggen (2172 moh. Kommunen havde i 2019 2.213 indbyggere.
Skjåk kommune blev oprettet 1. januar 1866 som selvstændig administrativ enhed. Før dette var området del af Lom kommune. Skjåk havde ved etableringen 2.691 indbyggere. Området havde i middelalderen navnet Skeidaker, og kommunen havde oprindelig navnet Skiaker kommune.

## Areal og befolkning
Bismo er et moderne bygdecenter, hvor de fleste har deres arbejde i industri, handel og tjenesteydelser. Kommunen består ellers af Ånstad (Skjåk), Nordberg, Ramstadstrond, Bråtå og Grotli.
Bygden ligger langs en af de vigtigste færdselsårer mellem Stryn og Nordfjord, Geiranger og Sunnmøre og de andre Ottadalskommuner i øst, Vågå og Lom. Det er et landbrugsområde med mange gårde, der ligger i et bredt dalstrøg med høje fjelde på begge sider, og i dalbunden elven Otta. Kommer man fra vest over Strynefjellet eller fra Geiranger, kommer man forbi Grotliområdet og Billingsdalen med højfjeld og mange vådområder, før man kommer til bygdecenteret Bismo.
Skjåkbygda ligger i regnskyggen for nedbør og har den laveste nedbør i landet med 278 mm om året  . Dette har tvunget bygdefolket til løsninger med kunstig vanding med vand ledt fra fjeldet gennem sindrige arrangementer.